# ア・ポブラ・ド・ブロジョン

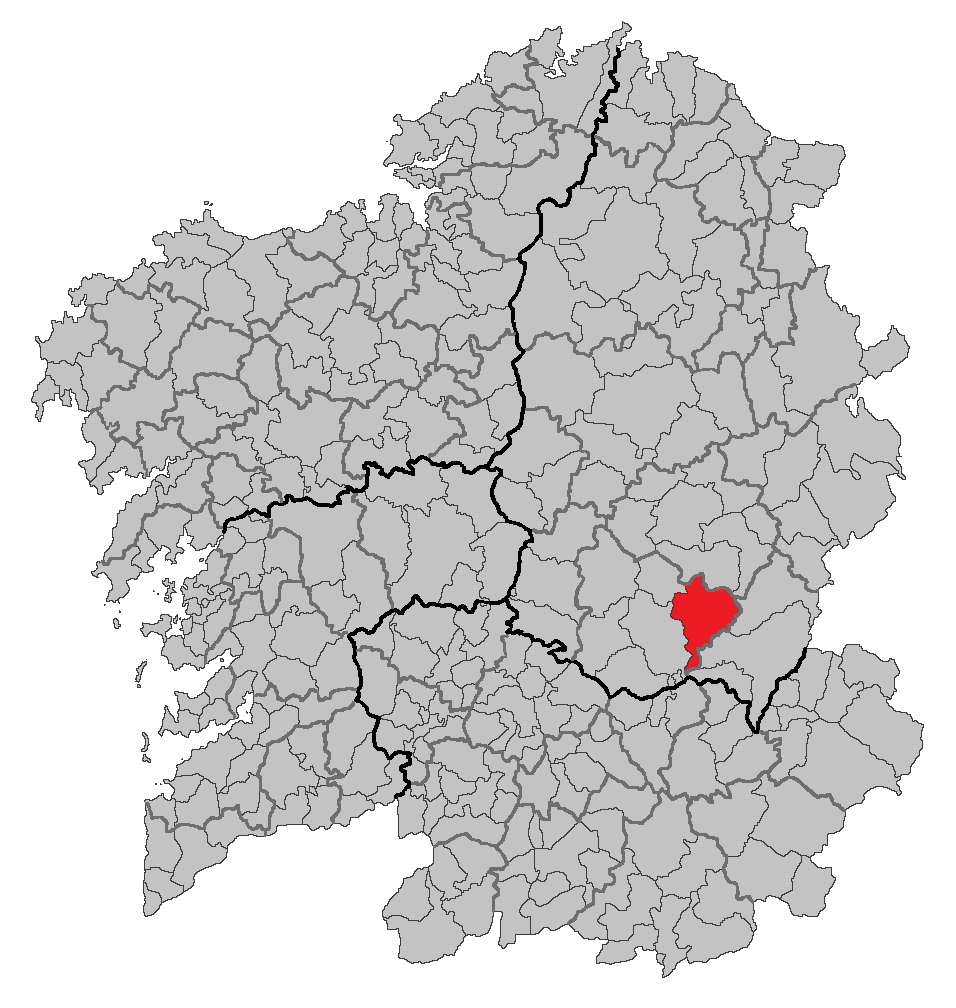

ア・ポブラ・ド・ブロジョン（A Pobra do Brollón）は、スペイン、ガリシア州、ルーゴ県の自治体。コマルカ・ダ・テーラ・デ・レモスに属し、またリベイラ・サクラ地区を構成する。ガリシア統計局によると、2010年の人口は2,066人（2008年：2,162人、2001年：2,609人）。住民呼称はbrollonés/-esa、または男女同形のpobrense。カスティーリャ語表記はPuebla del Brollón。 
ガリシア語話者の自治体住民に占める割合は98.18％（2001年）。

## 地理
ア・ポブラ・ド・ブロジョンはルーゴ県の南部に位置し、コマルカ・ダ・テーラ・デ・レモスに属する。隣接する自治体は、北がオ・インシオ、東がサモスとフォルゴーソ・ド・コウレルとキローガ、南がリバス・デ・シル、西がモンフォルテ・デ・レモスとボベダである。自治体中心地区は ア・ポブラ・ド・ブロジョン教区の ア・ポブラ・ド・ブロジョン地区。
ア・ポブラ・ド・ブロジョンはモンフォルテ・デ・レモス司法管轄区に属する

### 人口
| ア・ポブラ・ド・ブロジョンの人口推移 1900－2010         |
|                                                         |
| 出典:INE（スペイン国立統計局）1900年 - 1991年、1996年 - |

## 経済
ア・ポブラ・ド・ブロジョンの主要経済は第一次産業（就業人口の86.1%が従事）で、次いで第三次産業分野（9％）第2次産業分野は非常に少数である（4.9％）。
農業分野ではジャガイモ、トウモロコシ、ライムギの栽培が中心で、またクリ生産も非常に重要である。作物は主に家畜飼料用で、牛乳生産のための牛の牧畜、ブタ、羊などが飼われている。他には林業がある。また、ブドウ生産も盛んで、D.O.リベイラ・サクラとして知られており、サブゾーンのキローガ＝ビベイ地区に属している。
工業分野では採石業がある。サービス業は、自治体中心地区に集中しており、規模は零細であるが、観光・飲食業関係、またアグリツーリズムなどがある。

## 政治
自治体首長はガリシア民族主義ブロック（BNG）のホセ・ルイス・マセーダ・ビラリーニョ（José Luís Maceda Vilariño）、自治体評議員はガリシア民族主義ブロック：4、AEI POBRA DE BROLLÓN：3、ガリシア国民党（PPdeG）：2、ガリシア社会党（PSdeG-PSOE）：2となっている（2011年5月22日自治体選挙結果、得票順）。  
| 2011年5月22日の自治体選挙 |        |        |          |
| 政党                      | 得票数 | 得票率 | 獲得議席 |
| BNG                       | 570    | 36.73% | 4        |
| AEI POBRA DE BROLLÓN      | 389    | 25.06% | 3        |
| PPdeG                     | 315    | 20.30% | 2        |
| PSdeG-PSOE                | 272    | 17.53% | 2        |

## 教区
ア・ポブラ・ド・ブロジョンは22の教区に分けられる。太字は自治体中心地区のある教区。
- アブレンセ（サン・ショアン）
- バルシャ・デ・ロール（サンタ・マリーニャ）
- カネード（サン・ミゲル）
- カストロンセーロス（サンティアーゴ）
- カストロサンテ（サンタ・マリーニャ）
- セレイシャ（サン・ペドロ）
- エイション（サン・シュルショ）
- フェレイロス（サン・サルバドール）
- ア・フェレイルーア（サン・マルティーニョ）
- フォルネーラス（サン・コンバ）
- ラマイグレーシャ（サン・ペドロ）
- リニャーレス（サン・コスメ）
- オウタラ（サンタ・マリーア）
- パラーダ・ドス・モンテス（サンタ・エイネス）
- ピネル（サンタ・マリーア）
- ピーニョ（サンタ・マリーア）
- ア・ポブラ・ド・ブロジョン（サン・ペドロ）
- サー（サンタ・マリーア）
- サルセード（サン・ショアン）
- サンタージャ・デ・レイ（サンタージャ）
- ベイガ（サン・シアン）
- ビラチャー（サン・マメーデ）